# Кустино (Середино-Будский район)

Кустино (укр. Кустине) — село,
Знобь-Новгородский поселковый совет,
Шосткинский район,
Сумская область,
Украина.
Код КОАТУУ — 5924455301. Население по переписи 2001 года составляло 66 человек.

## Географическое положение
Село Кустино находится в 1.5 км от пгт Знобь-Новгородское.
Рядом проходит железная дорога, станция Чигинок в 2-х км.

## История
Кустино было основано в начале 20-х годов прошлого века жителями Зноби-Новгородской, Уралова и Чигина. Оно быстро разрасталось и к 1923 году насчитывало 28 дворов, в которых проживало 124 жителя, а к 1926 году — 29 дворов и 157 жителей.
В 1942 году немецкие оккупанты сожгли в Кустино 40 дворов и расстреляли 13 жителей. Однако после войны село было восстановлено и в 1960 году насчитывало 50 дворов, в которых проживало более 200 жителей. В селе работал сельский клуб, магазин и молочно-товарная ферма.
Кустино относится к неперспективным населённым пунктом, а численность населения в нём из года в год снижается. Если в 60-х годах прошлого века в селе проживало более 200 жителей, то 12 января 1989 году — 73 жителя, 5 декабря 2001 году — 65 жителей, а 1 января 2008 года — 31 житель.

## Происхождение названия
Кустино позаимствовало своё название от названия урочища Кустино, вблизи которого его поселили переселенцы из окрестных сёл.

## Известные люди
5 мая 1936 года в Кустино родился заслуженный художник Украины Николай Яковлевич Лебедь.